# Gustave Irlet
Gustave Irlet (* 12. März 1800 in La Chaux-de-Fonds; † 12. Oktober 1869 ebenda) war ein Schweizer Politiker und Arzt. Von 1857 bis 1866 gehörte er dem Nationalrat an.

## Biografie
Der Sohn eines Arztes absolvierte ein Medizinstudium an der Akademie Bern sowie an den Universitäten Heidelberg, Berlin und Paris; anschliessend eröffnete er eine Arztpraxis. 1831 nahm Irlet als überzeugter radikalliberaler Republikaner aktiv am Aufstand gegen die preussischen Machthaber im Kanton Neuenburg teil. Während der erfolgreichen Revolution von 1848, die zur Absetzung der Regierung des Statthalters Ernst von Pfuel führte, war er Ortskommandant von La Chaux-de-Fonds.
Ab 1851 amtierte Irlet als stellvertretender Oberamtmann des Bezirks La Chaux-de-Fonds und organisierte 1856 in dieser Funktion den lokalen Widerstand gegen den royalistischen Putschversuch im Zuge des Neuenburgerhandels. 1856 präsidierte er das Gründungskomitee der Zeitung National suisse, danach bis 1862 deren Verlagsgesellschaft. Ebenso war er Präsident des Organisationskomitees des Eidgenössischen Schützenfestes 1863 in La Chaux-de-Fonds sowie Verwaltungsrat der Bahngesellschaft Compagnie du Jura industriel. Irlet kandidierte mit Erfolg bei den Nationalratswahlen 1857, verzichtete aber drei Jahre später auf die Wiederwahl. Stellvertretender Oberamtmann blieb er bis zu seinem Tod.
Der Kupfer- und Stahlstecher Georges François Louis Jaquemot war sein Schwager.